# Cruise Hill
Cruise Hill – wieś w Anglii, w hrabstwie Worcestershire, w dystrykcie Redditch. Leży 18 km na północny wschód od miasta Worcester i 154 km na północny zachód od Londynu.